# جزر كايمان في الألعاب الأولمبية الصيفية 2020
شاركت جزر كايمان في الألعاب الأولمبية الصيفية 2020 التي عقدت في طوكيو صيف 2021. كان من المقرر أن تقام الدورة الأولمبية في الفترة من 24 يوليو\تموز إلى 9 أغسطس\آب 2020، إلا أنها تأجلت لتقام في الفترة 23 يوليو إلى 8 أغسطس 2021 بسبب جائحة فيروس كورونا. وهي المشاركة الحادية عشرة لجزر كايمان في الدورات الأولمبية الصيفية.

## المنافسون
فيما يلي قائمة بعدد اللاعبين المشاركين في الألعاب:
| الرياضة | الرجال | الإناث | المجموع |
| ------- | ------ | ------ | ------- |
| الجمباز | 1      | 1      | 2       |
| الجمباز | 0      | 1      | 1       |
| السباحة | 1      | 1      | 2       |
| المجموع | 2      | 3      | 5       |

## ألعاب القوى
حقق الرياضيون الكايمانيون معايير المشاركة، إما عن طريق الزمن المؤهّل أو التصنيف العالمي، في سباقات المضمار والميدان التالية (بحد أقصى 3 رياضيين في كل فعالية):
- ملاحظة– المراكز المعطاة لمنافسات المضمار هي ضمن الجولة التمهيدية للاعب فقط
- م = متأهل للجولة التالية
- مـ = تأهل للمشاركة في الجولة التالية بوصفه أسرع خاسر أو, في منافسات الميدان، حسب المركز دون تحقيق هدف التأهل
- رو = رقم وطني
- غ\م = لا تنطبق الجولة على هذه الفعالية
- وداعاً= لم يتأهل اللاعب للمشاركة في هذه المنافسة

مسابقات المضمار والطُرق
| الرياضي      | المنافسة      | التمهيدي | التمهيدي | الجولة 1 | الجولة 1 | نصف النهائي | نصف النهائي | النهائي  | النهائي  |
| الرياضي      | المنافسة      | النتيجة  | المركز   | النتيجة  | المركز   | النتيجة     | المركز      | النتيجة  | المركز   |
| ------------ | ------------- | -------- | -------- | -------- | -------- | ----------- | ----------- | -------- | -------- |
| كيمار هايمان | 100 متر رجال  | وداعاً    | وداعاً    | 10.41    | 7        | لم يتأهل    | لم يتأهل    | لم يتأهل | لم يتأهل |
| شاليسا راي   | 400 متر سيدات | —        | —        | 53.61    | 7        | لم تتأهل    | لم تتأهل    | لم تتأهل | لم تتأهل |

## الجمباز
تلقت جزر كايمان دعوة من اللجنة الثلاثية لإرسال لاعبة جمباز إلى الأولمبياد، ما يدل على الظهور الأولمبي للدولة في هذه الرياضة.
| اللاعب      | المنافسة                     | التأهيل | التأهيل | التأهيل | التأهيل | التأهيل | التأهيل | النهائي  | النهائي  | النهائي  | النهائي  | النهائي  | النهائي  |
| اللاعب      | المنافسة                     | الجهاز  | الجهاز  | الجهاز  | الجهاز  | المجموع | المركز  | الجهاز   | الجهاز   | الجهاز   | الجهاز   | المجموع  | المركز   |
| اللاعب      | المنافسة                     | VT      | UB      | BB      | FX      | المجموع | المركز  | VT       | UB       | BB       | FX       | المجموع  | المركز   |
| ----------- | ---------------------------- | ------- | ------- | ------- | ------- | ------- | ------- | -------- | -------- | -------- | -------- | -------- | -------- |
| رايغان روتي | الجمباز الفني الفردي للسيدات | 12.133  | 8.566   | 8.283   | 10.633  | 39.615  | 80      | لم تتأهل | لم تتأهل | لم تتأهل | لم تتأهل | لم تتأهل | لم تتأهل |

## السباحة
تلقت جزر كايمان دعوة عالمية من الاتحاد الدولي للسباحة لإرسال اثنين من أفضل سبّاحيها (واحد من كل جنس) للمنافسة في فعاليات السباحة الفردية في الأولمبياد، وفقاً لنظام النقاط الذي اعتمده الاتحاد في 28 يونيو 2021.
| اللاعب       | المنافسة          | الجولة التمهيدية | الجولة التمهيدية | نصف النهائي | نصف النهائي | النهائي  | النهائي  |
| اللاعب       | المنافسة          | الزمن            | المركز           | الزمن       | المركز      | الزمن    | المركز   |
| ------------ | ----------------- | ---------------- | ---------------- | ----------- | ----------- | -------- | -------- |
| بريت فرازير  | 50 متر حرة رجال   | 22.46            | =33              | لم يتأهل    | لم يتأهل    | لم يتأهل | لم يتأهل |
| جيليان كروكس | 100 متر حرة سيدات | 57.32            | 41               | لم تتأهل    | لم تتأهل    | لم تتأهل | لم تتأهل |